# Féministes contre le cyberharcèlement
 (juin 2024).
Féministes contre le cyberharcèlement est une association qui s'engage à lutter contre toutes les formes de cyberintimidation et d'abus numérique à l'encontre des femmes, des filles et de tout types de genres,,.
Cofondée par Johanna-Soraya Cayre Benamrouche, Ketsia Mutombo, Laure Salmona, Féministe contre le cyberharcèlement est à l'origine campagne Twitter Against Women,,.

## Débuts et objectifs
Féministes contre le cyberharcèlement a été cofondé par Johanna-Soraya Cayre Benamrouche, ketsia mutombo, Laure Salmona en 2016 féministe contre le cyberharcèlement a pour but de mener une lutte contre les violences faites aux femmes, aux filles et aux personnes LGBTQIA+ via les outils numériques.

## Activités

### Twitter Against Women
Féministes contre le cyberharcèlement est à l'origine du Twitter Against Women, une campagne sur Twitter avec le hashtag  #TwitterAgainstWomen afin d'interpeller Twitter sur le cyberharcèlement qui touche les femmes sur sa plateforme afin que les responsables agissent. Le hashtag a été vu plus de 280 000 fois sur la plateforme,,.

## Soutiens
En 2024, le marathon facultatif furax a permis de récolter une somme de 150 000 euros pour l'association Féministes contre le cyberharcèlement,,.